# Secure Real-time Transport Protocol
Secure Real-time Transport Protocol (amb acrònim SRTP, protocol de transport segur en temps real) defineix un perfil del RTP (Real Time Protocol) amb la intenció de proveir d'encriptació, autenticació de missatges, integritat i protecció davant l'atac de replay a les dades RTP en aplicacions unicast i multicast. El SRTP va ser desenvolupat per un equip reduït del porocol IP i experts criptogràfics de les empreses Cisco i Ericsson, incloent David Oran, David McGrew, Mark Baugher, Mats Naslund, Elisabetta Carrara, Karl Norman, i Rolf Blom. SRTP va ser publicat pel IETF el març del 2004 com a RFC 3711.

## Encriptació
- L'algorisme de des/encriptació utilitza AES. N'hi ha de dos tipus :
  - Mode d'operació dels sistemes de xifratge per blocs.
  - Variació de l'anterior però millorat amb una funció d'inicialització.
- Algorismes HMAC-SHA1 (definits a la recomanació [[rfc:2104|RFC 2104]]) per autenticació, integració i protecció de l'atac de replay.